# Trinovantes

Territorium van de Trinovantes

De Trinovantes of Trinobantes  waren een Keltische staat of stam die een gebied in het zuidoosten van prehistorisch Brittania bestreek, voor de  Romeinse invasie van Brittannië in 43.  
Hun territorium strekte zich uit aan de noordzijde van de monding van de Theems  in het huidige Essex en Suffolk, en omvatte gebied dat thans in Greater London is gelegen. Aan de noordzijde werd hun gebied begrensd door dat van de Iceni, en in het westen waren het de Catuvellauni.
De naam is afkomstig van het Keltisch intensiveringsprefix "tri-" en "novio" - nieuw dus met als betekenis "zeer nieuw" of "nieuwkomers", maar misschien met de connotatie van krachtig of levendig. Dus de naam zou kunnen betekenen "het zeer energiek nieuw volk".
Hun hoofdstad hadden zij in Camulodunum (huidig Colchester), een van de voorgestelde plaatsen van het legendarische Camelot.
Kort voor de Romeinse invasie van Brittannië in 55 en 54 v.Chr. door Julius Caesar werden de Trinovantes als machtigste stam van Brittannië beschouwd. In die tijd lag hun hoofdplaats waarschijnlijk in Braughing (in het huidige Hertfordshire). In bepaalde optekeningen van Caesars De Bello Gallico wordt naar hun koning verwezen als Imanuentius, alhoewel in andere manuscripten geen naam wordt gegeven. Enige tijd voor Caesars tweede expeditie werd deze koning verslagen door Cassivelaun, die meestal als behorend bij de Catuvellauni wordt beschouwd. Zijn zoon Mandubracius vluchtte naar Gallië voor bescherming door Caesar. Tijdens die tweede expeditie naar Brittannië versloeg Caesar Cassivellaunus en zette Mandubracius weer op de troon. Er werd ook belasting overeengekomen.

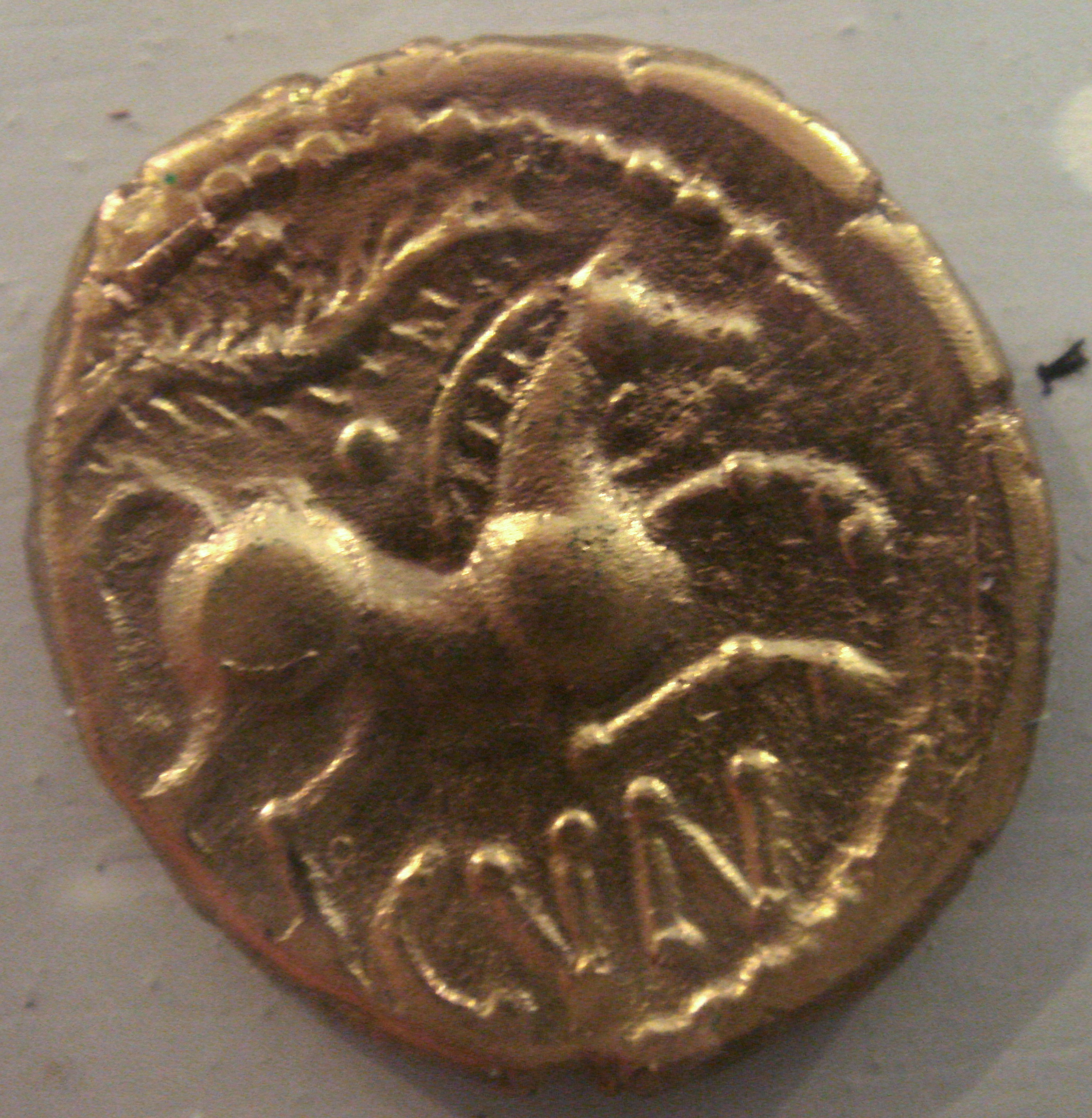
Munt van de Trinovantes.

Als volgende koning van de Trinovantes, die van muntkunde bekend is, was Addedomarus die aan de macht kwam rond 20 - 10 v.Chr.. Hij verplaatste de hoofdplaats naar Camuludunum. Korte tijd gaf Tasciovanus van de Catuvellauni munten uit vanuit die plaats, in 10 v.Chr. Het zou kunnen dat hij de Trinovantes had overmeesterd. Maar hij moest zich al snel terugtrekken, misschien onder druk van de Romeinen, want zijn latere munten dragen niet meer het merkteken "Rex", en Addedomarus werd weer in zijn macht hersteld. Ergens in de daarop volgende vijf jaar werd hij door zijn zoon Dubnovellaunus opgevolgd, maar enkele jaren later werd de stam uiteindelijk door Tasciovanus of diens zoon Cunobelinus. Mandubracius, Addedomarus en Dubnovellaunus verschijnen allemaal nadien in post-Romeinse en Middeleeuwse Brtis Keltische genealogieën en legenden zoals Manawydan, Aedd Mawr (Addedo de Grote) en Dyfnwal Moelmut (Dubnovellaunus de Stoute en de Zwijger). De Welsh Triads noemen Aedd Mawr als een van de stichters van Brittannië. 

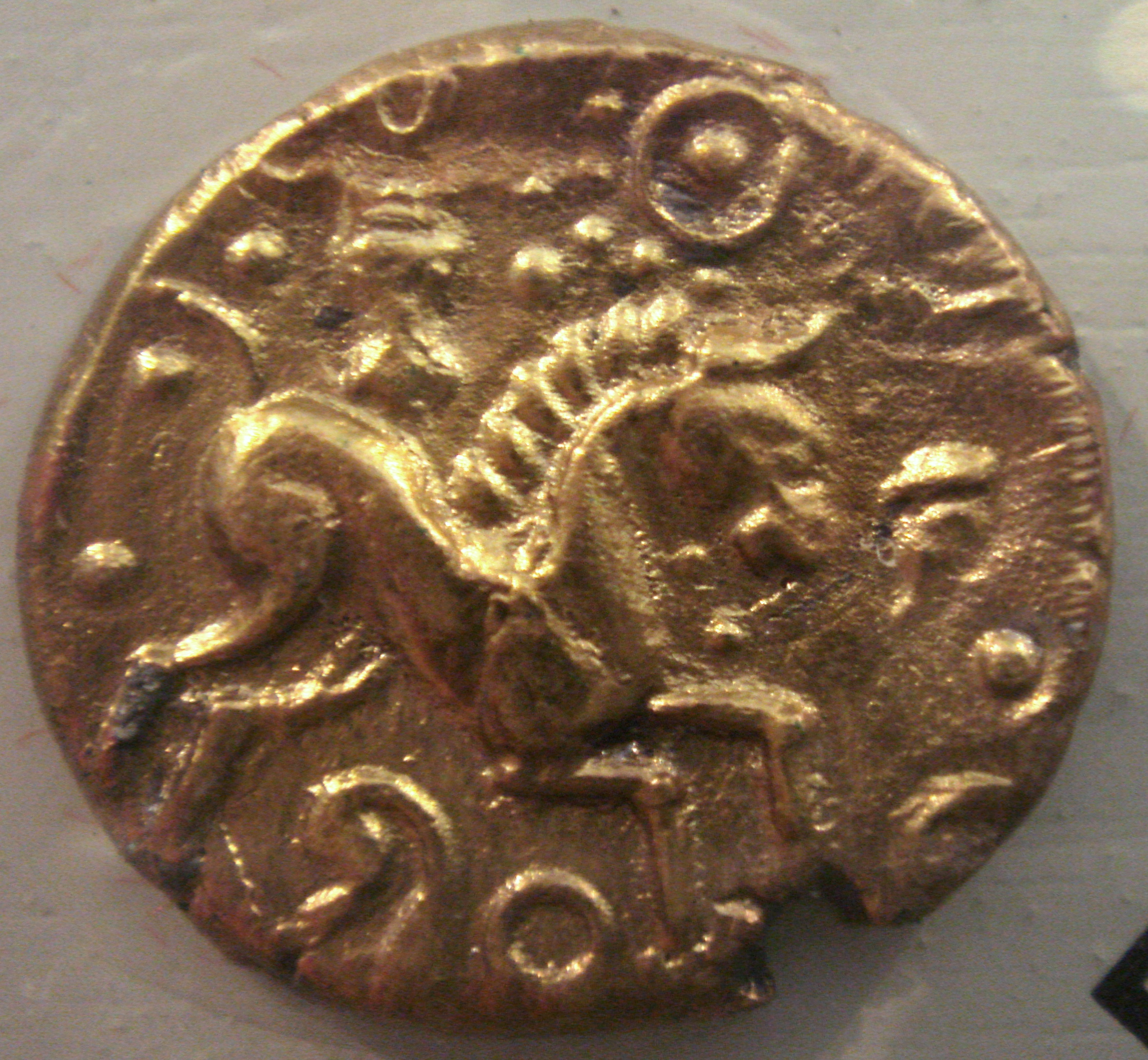
Munt van de Trinovantes.

De Trinovantes duiken opnieuw in de geschiedenis op wanneer zij deelnemen aan de opstand onder leiding van koningin Boudicca anno 60. Hun naam werd toen aan een van de civitates gegeven, met als hoofdstad Caesaromagus (huidig Chelmsford, Essex). 
De stijl van hun rijke graven (zie facies van Aylesford) is van continentale origine en bewijst hun verwantschap met het volk van de Belgae.
Hun naam komt terug in Trinovantum, de veronderstelde originele naam van Londen, van Geoffrey of Monmouth in zijn fictitieve Historia Regum Britanniae, waar hij de naam als afgeleid van Troi-novantum of "Nieuw Troje" voorstelt, om aldus een verband te leggen met de legende van de stichting van Brittannië door Brutus en andere vluchtelingen van de Trojaanse Oorlog.